# Zoran Danoski
Zoran Danoski (in macedone Зоран Даноски?; Prilep, 20 ottobre 1990) è un calciatore macedone, centrocampista del Bregalnica Štip.

## Caratteristiche tecniche
Ala sinistra, può giocare sia come esterno d'attacco destro sia come seconda punta.

## Palmarès

### Club

#### Competizioni nazionali
- Coppa di Macedonia: 1

Tikveš Kavadarci: 2023-2024